# Mario Gallina
Mario Gallina (Trieste, 23 marzo 1889 – Milano, 26 settembre 1950) è stato un attore e doppiatore italiano.

## Biografia
Figlio di Enrico Gallina ed Elena Fabbri, entrambi attori teatrali, era il nipote del commediografo Giacinto Gallina. Il suo esordio in teatro avvenne nel 1911, nella compagnia di Ferruccio Garavaglia. Dopo anni di spettacoli, divenne capocomico assieme a Marga Cella, fondando una compagnia tutta sua nel 1924. Tra i tanti attori con cui condivise il palcoscenico teatrale vi fu Enrico Viarisio. La passione per il teatro lo portò a recitare in più di ottanta spettacoli e, dopo aver conosciuto Alfredo Sainati, ne sposò la figlia, che fu sua compagna fino alla morte.
Nel 1933 passò stabilmente al cinema, in cui aveva già esordito negli anni dieci. Recitò complessivamente in circa trenta pellicole, rivelandosi un buon caratterista adatto alle più svariate parti di contorno, dal medico al ciambellano, dall'ambasciatore al regista. Fra i film cui prese parte c'è anche I bambini ci guardano, di Vittorio De Sica. Ebbe l'occasione di recitare a fianco di noti attori, quali Aldo Fabrizi, Alberto Sordi, Paolo Stoppa, Gino Cervi e Amedeo Nazzari.
Come doppiatore, diede voce ai personaggi della Volpe in Pinocchio e del direttore del circo in Dumbo - L'elefante volante, per la Disney.

## Filmografia

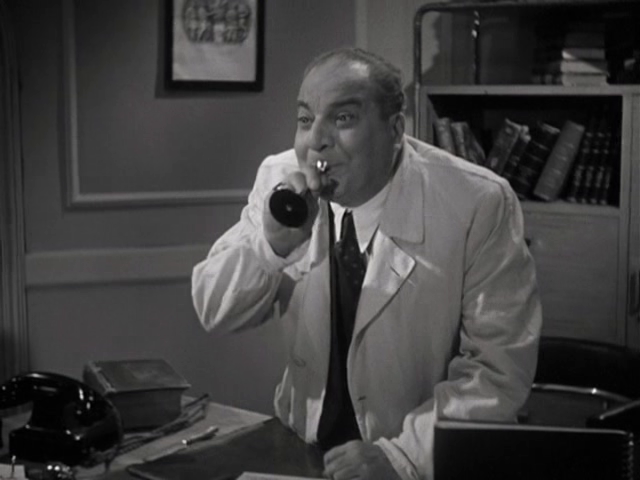
Mario Gallina nel film I bambini ci guardano (1943)

- Cura di baci, regia di Emilio Graziani (1916)
- I fioretti di San francisco, regia di Emilio Graziani (1917)
- Ninì Falpalà, regia di Amleto Palermi (1933)
- La signorina dell'autobus, regia di Nunzio Malasomma (1933)
- Oggi sposi, regia di Guido Brignone (1934)
- Darò un milione, regia di Mario Camerini (1935)
- Cinema, che passione!, regia di Antonio Petrucci (1935)
- Ginevra degli Almieri, regia di Guido Brignone (1935)
- L'albero di Adamo, regia di Mario Bonnard (1936)
- Il fu Mattia Pascal, regia di Pierre Chenal (1937)
- Scipione l'Africano, regia di Carmine Gallone (1937)
- L'amor mio non muore!, regia di Giuseppe Amato (1938)
- Ettore Fieramosca, regia di Alessandro Blasetti (1938)
- Il socio invisibile, regia di Roberto Roberti (1939)
- L'arcidiavolo, regia di Toni Frenguelli (1940)
- Marco Visconti, regia di Mario Bonnard (1941)
- Cenerentola e il signor Bonaventura, regia di Sergio Tofano (1942)
- I bambini ci guardano, regia di Vittorio De Sica (1943)
- Che distinta famiglia!, regia di Mario Bonnard (1943)
- Rosalba, regia di Max Calandri (1944)
- Carmen, regia di Christian-Jaque (1945)
- Amanti in fuga, regia di Giacomo Gentilomo (1946)
- Fiamme sul mare, regia di Vittorio Cottafavi (1947)
- Il diavolo bianco, regia di Nunzio Malasomma (1947)
- L'isola di Montecristo, regia di Mario Sequi (1948)
- La bellezza del diavolo, regia di René Clair (1950)
- Prima comunione, regia di Alessandro Blasetti (1950)

## Doppiaggio

### Cinema
- Giuseppe Zago in Tentazione
- Eugene Pallette  in La leggenda di Robin Hood (doppiaggio originale)
- Oreste Fares in L'assedio dell'Alcazar
- Gabriel Gabrio in Giuseppe Verdi
- Roberto Cappella in Ecco la felicità!
- Léon Walther in Odette
- Charles Dingle in Duello al sole
- Guy Kibbee in Il massacro di Fort Apache
- Robert Greig in Il ritratto di Dorian Gray
- Joseph Calleia in Per chi suona la campana

### Film d'animazione
- Volpe in Pinocchio
- Direttore del circo in Dumbo - L'elefante volante
- Tonkò ne La rosa di Bagdad

## Prosa radiofonica Eiar
- Le nozze di Arlecchino, commedia di Ugo Falena, trasmessa il 25 dicembre 1934

## Prosa radiofonica Rai
- Ludru e la sua grande giornata, tre atti di C.A. Bon, regia di Guglielmo Morandi, trasmessa il 30 dicembre 1945.